# Eye N' I
Eye N' I (egentligen Henrik Blomqvist), född 16 juni 1977, är en svensk rappare och radioprogramledare. Namnet "Eye N' I" betyder "vi" och det har han fått från rastafarireligionen. Namnet ska också fungera som en anmärkning om att han är enögd. Eye N' I började rappa vid 11-12 års ålder i gruppen Point Blank Poetics som senare ändrade namn till Phenomena 3. I trion ingick även Profilen och DJ Snuff. Detta var i början av 90-talet, numera heter gruppen PH3 som förutom Eye N'I innehåller Profilen, Salem Al Fakir, Nils Wallfält, Jacob Birgersson och Samuel Lancine.
Efter att ha varit backup-rappare för Petter och medverkat i låtar som "Saker och Ting", "Rulla Med Oss" och "Såklart" från Petters andra album Bananrepubliken, fick Eye N' I en chans att spela in sitt första soloalbum som fick namnet Radiorevolution. I albumet kritiserade han främst musikbranschen för att ha blivit för kommersiell och att det mest fokuserades på att sälja skivor istället för på musiken. Medlemmar från kollektivet Natural Bond, som består av Petter, Thomas Rusiak, Pee Wee och Timbuktu, medverkar på albumet, bland annat i låten "Lär Dom".  I remixen av "Höger, Vänster" medverkar den jamaicanske rapparen Bounty Killer som Eye N' I träffade när han var på pilgrimsfärd i Jamaica. Skivan fick blandad kritik och sålde fler än 70.000 exemplar. 
Numera är Eye N' I programledare på P5 STHLM, där han har ett eget program på söndagar.

## Diskografi
- Radiorevolution, 2001
- "Höger, Vänster", 2001 [singel]